# Tordenskjoldsgade
 Der er flere lokaliteter med dette navn, se Tordenskjoldsgade (Aarhus).
Tordenskjoldsgade er en gade i Indre By i København, der går fra Harald Landers Gade til Havnegade. Gaden er opkaldt efter søhelten Peter Wessel Tordenskiold (1690-1720). Oprindeligt udgik den fra Kongens Nytorv, men i 2005 blev den nordligste del ved Det Kongelige Teater omdøbt til August Bournonvilles Passage. Den nuværende gade er overvejende bebygget med etageejendomme fra 1860'erne og 1870'erne, suppleret af forskellige virksomheder og offentlige institutioner.

## Historie
Gaden ligger i kvarteret Gammelholm. Området var indtil 1859 en del af Orlogsværftet men blev derefter bebygget med overvejende etageejendomme i løbet af 1860'erne og 1870'erne. I den forbindelse blev der anlagt ni nye gader, der primært blev opkaldt efter søhelte og teaterpersoner. En af dem var Tordenskjoldsgade, der blev opkaldt efter søhelten Peter Wessel Tordenskiold (1690-1720) i 1864. Tordenskjold gjorde karriere under Den Store Nordiske Krig, hvor han blandt andet vandt Slaget i Dynekilen i 1716 og erobrede Marstrand i 1719. Han er gravlagt i kapellet i den nærliggende Holmens Kirke.
Gaden kom til at udgå fra Kongens Nytorv ved Det Kongelige Teater. Teatrets nuværende bygning blev opført i 1872-1874 efter tegninger af Vilhelm Dahlerup og Ove Petersen. Bag den lå en magasinbygning, der var forbundet med teatret med en mellembygning over Heibergsgade, der dengang fortsatte til Holmens Kanal. Magasinbygningen og mellembygningen blev erstattet af en ny tilbygning til teatret i 1983-1986, hvilket betød at denne del af Heibergsgade blev nedlagt. Bag magasinbygningen lå Tordenskjoldsgade 10, der blev opført som en romersk badeanstalt efter tegninger af Christian Hansen i 1869. Den personlige hygiejne blev imidlertid ikke prioriteret så højt dengang, så badeanstalten måtte lukke i 1905 på grund af mangel på kunder. Bygningen blev i stedet ombygget og forhøjet med to etager og kviste. Den blev revet ned omkring 1980 til fordel for teatrets nye tilbygning.
Langs den nordlige side af Heibergsgade, på dette stykke nu Harald Landers Gade, opførtes en tilbygning til teatret i 1929-1931, der blev forbundet med den gamle bygning af bygningen Stærekassen over Tordenskjoldsgade. Bygningerne blev opført efter tegninger af Holger Jacobsen. Bygningerne rummer tilsammen det, der i mange år hed Nye Scene, idet selve scenen ligger i Stærekassen, mens tilskuerpladserne ligger i tilbygningen langs Harald Landers Gade. Bygningen blev desuden benyttet af Radiosymfoniorkestret, indtil Radiohusets koncertsal blev indviet i 1945. Det Kongelige Teater benyttede bygningen som teater indtil 2008, hvor Skuespilhuset blev indviet. Efterfølgende er den blevet benyttet til forskellige kulturelle formål.
I 2005 blev den del af Tordenskjoldsgade, der ligger langs med Det Kongelige Teaters gamle bygning omdannet til gågade og omdøbt til August Bournonvilles Passage. Anledningen var 200-året for August Bournonvilles (1805-1879) fødsel. Bournonville var balletmester ved Det Kongelige Teater fra 1836 til 1877, hvor han koreograferede over 50 balletter.

## Bygninger
Nr. 7 på hjørnet af den nuværende Harald Landers Gade var oprindeligt en tobaksfabrik, der blev opført af A.M. Hirschsprung & Sønner. Bygningen, der stod færdig i 1866, blev tegnet af Ove Petersen og senere ombygget af Axel Maar i 1930. Bygningen huser nu det internationale sekretariat for OSCE Parliamentary Assembly. Nr. 9 ved siden af på samme matrikel er en mere traditionel etageejendom, der blev opført af H.S. Sibbern i 1867-1870. Den udmærker sig ved sin dekoraktive hvide facade. Nr. 15 blev opført som pensionat i 1868-1869 men blev omdannet til hotel i 1950. Nu holder Hotel Sanders til her.
Ejendommen Holbergsgade 3 gør sig bemærket ved sit tårn på hjørnet af Tordenskjoldsgade. Bygningen blev opført under ledelse af Wilhelm Odland for forsikringsselskabet Hafnia i 1939 som en udvidelse af deres hovedsæde ved Holmens Kanal. Bygningen er beklædt med granit i kælder- og stueetagen men er i øvrigt holdt i røde mursten. Hele komplekset benyttes nu af Forsvarsministeriet og Værnsfælles Forsvarskommando.
Den femetages ejendom i Tordenskjoldsgade 22 og det tilhørende sidehus i nr. 22A blev opført af arkitekten Ove Petersen i 1871. Nr. 25 skråt overfor er som flere andre huse i gaden opført af håndværksmestre, her af murermester Hellborn i 1874. Lige her falder facaden imidlertid i øjnene. De seks midterste fag på første til tredje sal er således holdt i hvidt, mens facaden omkring dem er i røde mursten. Under vinduerne på første sal er der balustrader, og mellem vinduerne på anden og tredje sal er der pilastre.
De to hjørneejendomme ved Havnegade skiller sig også ud fra resten af gaden. Levins Gård i Havnegade 29 / Tordenskjoldsgade 33 er således oprindeligt en palæagtig villa med to etager og en mansardetage. Hjørnet er skråt afskåret men forsynet med en toetages karnap med en balkon øverst. Bygningen blev opført af J.D. Herholdt for grosserer Martin Levin i 1865-1866 og fredet i 1978. Havnegade 27 / Tordenskjoldsgade 34-34A er en fireetages bygning fra 1932. Det afrundede hjørnefag er beklædt med sandsten, der også er benyttet til indramning af vinduerne på resten af bygningen, kordongesimsen og en port til Tordenskjoldsgade.

## Beboere
Avisredaktøren og politikeren Edvard Brandes boede i nr. 15 fra 1877 til 1884. I nr. 21 boede Olaf Poulsen fra 1878 til 1888. Han var en folkekær skuespiller på Det Kongelige Teater, hvor han gjorde det i lystspil og Holberg-roller. I nr. 27 boede Hugo Hørring fra 1896 til 1907, herunder i sin tid som konseilspræsident (statsminister) fra 1897 til 1900.

### H.C. Andersen i Tordenskjoldsgade
På nr. 17 er der opsat en lille mindeplade for forfatteren H.C. Andersen, der boede her på det daværende Hotel Garni Kronprinsesse Lovisa fra 19. september 1870 til 29. april 1871. Her lejede han to værelser for 30 rigsdaler om måneden. Han var dog ikke tilfreds med dem, som det fremgår af et brev, han skrev til Henriette Collin et par uger før han flyttede ind: "mit Tøi er allerede i min nye Leilighed, som ikke behager mig, den er altfor lille og jeg har fra min Stue en Dør ind til Naboer, jeg veed ikke hvilke".
I eventyret Tante Tandpine fra 1872 benyttede han huset som model. Her lader han en student fortælle om sin bopæl:
"Jeg boer hos en stille Familie; den tænker ikke paa mig, selv om jeg ringer tre Gange. Forresten er det et sandt Spectakel-Huus med Lyd og Larm af Veir og Vind og Mennesker. Jeg boer lige over Porten; hver Vogn, som kjører ud eller ind, faaer Skilderierne paa Væggen til at bevæge sig. (…) Dobbelte Vinduer er der ikke, men der er en knækket Rude, den har Vertinden klistret Papir over, Vinden blæser alligevel ind gjennem Sprækken og frembringer en Lyd som af en summende Bremse. Det er Sovemusik. Falder jeg saa endelig i Søvn, da bliver jeg snart vækket af Hanegal. - Hane og Høne melde fra Hønse-Aflukket hos Kjeldermanden, at det vil snart blive Morgen. De smaa Norbakker, de have ikke Stald, de ere tøirede i Sandhullet under Trappen, sparke mod Døren og Panelet for at røre sig.
Dagen dæmrer; Portneren, som med Familie sover paa Qvisten, buldrer ned ad Trappen; Trætøflerne klappre, Porten smælder, Huset ryster, og er det overstaaet, begynder den Logerende oven over at øve sig i Gymnastik, løfter i hver Haand en tung Jernkugle, som han ikke kan holde paa; den falder og falder igjen, medens paa samme Tid Husets Ungdom, som skal i Skole, kommer styrtende skrigende. Jeg gaaer til Vinduet, aabner det for at faae frisk Luft, og det er vederqvægende, naar jeg kan faae den, og ikke Jomfruen i Baghuset vasker Handsker i Pletvand, det er hendes Levebrød."